# Daniëlle van de Donk
Daniëlle van de Donk, prononcé en néerlandais : [daːniˈɛlə vɑn də dɔnk], née le 5 août 1991, est une footballeuse internationale néerlandaise qui évolue au poste de milieu de terrain au London City Lionesses.

## Carrière de club

### Willem II (2008-2011)

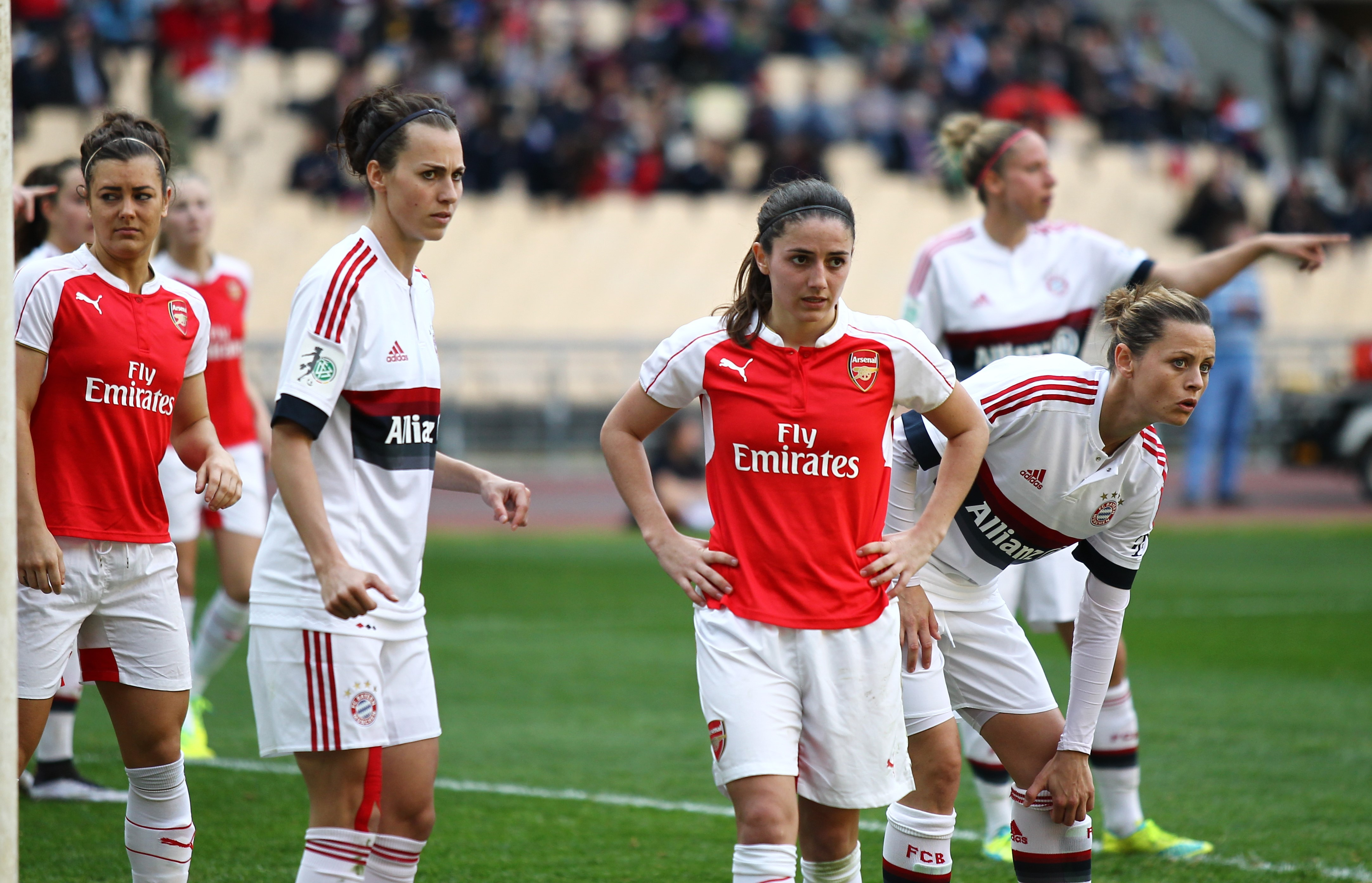
Van de Donk (au centre) en tournée pour Arsenal.

Née à Valkenswaard, aux Pays-Bas, Van de Donk commence sa carrière professionnelle en 2008 avec Willem II (en). Elle a joué pour les Tricolores durant quatre saisons. Au club, elle a disputé 47 matchs de saison régulière et inscrit 6 buts.

### VVV-Venlo (2011–2012)
Van de Donk quitte Willem II (en) et rejoint le VVV Venlo (en) pour la saison 2011-2012. Elle a disputé 18 matchs en saison régulière, marquant 8 buts. Elle a également aidé le VVV à atteindre la finale de la Coupe des Pays-Bas en 2011–12 (nl).

### PSV/FC Eindhoven (2012-2015)
Van de Donk quitte Venlo à la saison 2012-2013, afin de rejoindre le PSV/FC Eindhoven. Cette décision a précédé la participation d'Eindhoven à la saison inaugurale de la BeNe League néerlandaise et belge. Avec le PSV/FC Eindhoven, Van de Donk s'est qualifiée pour la finale de la Coupe KNVB de 2013–14 (nl), perdue par le club. Au total, elle a marqué 30 buts en 53 apparitions avec le club.

### Kopparbergs/Göteborg FC (2015)
En juin 2015, Van de Donk est transférée au club suédois de Damallsvenskan Kopparbergs/Göteborg FC,. Van de Donk a fait 13 apparitions pour le club, marquant 4 buts.

### Arsenal (2015-2021)
Le 20 novembre 2015, Van de Donk est enrôlée par Arsenal, qui évolue en FA Super League. Arsenal remporte la FA Cup, la 14e du club, en battant Chelsea 1 à 0.
Le 7 octobre 2016, elle a signé un nouveau contrat avec Arsenal. Van de Donk a joué un rôle clé dans la saison 2018-2019 d'Arsenal. Elle a signé un nouveau contrat "à long terme" avec Arsenal en mars 2019.

### Olympique lyonnais (2021 - 2025)
Le 21 juin 2021, van de Donk s'engage pour deux saisons en faveur de l'Olympique lyonnais.
En 2023, elle prolonge son contrat jusqu'en juin 2025.

### London City Lionesses (depuis 2025)
Elle s'engage le 20 juin 2025 pour deux saisons avec les London City Lionesses

## Carrière internationale

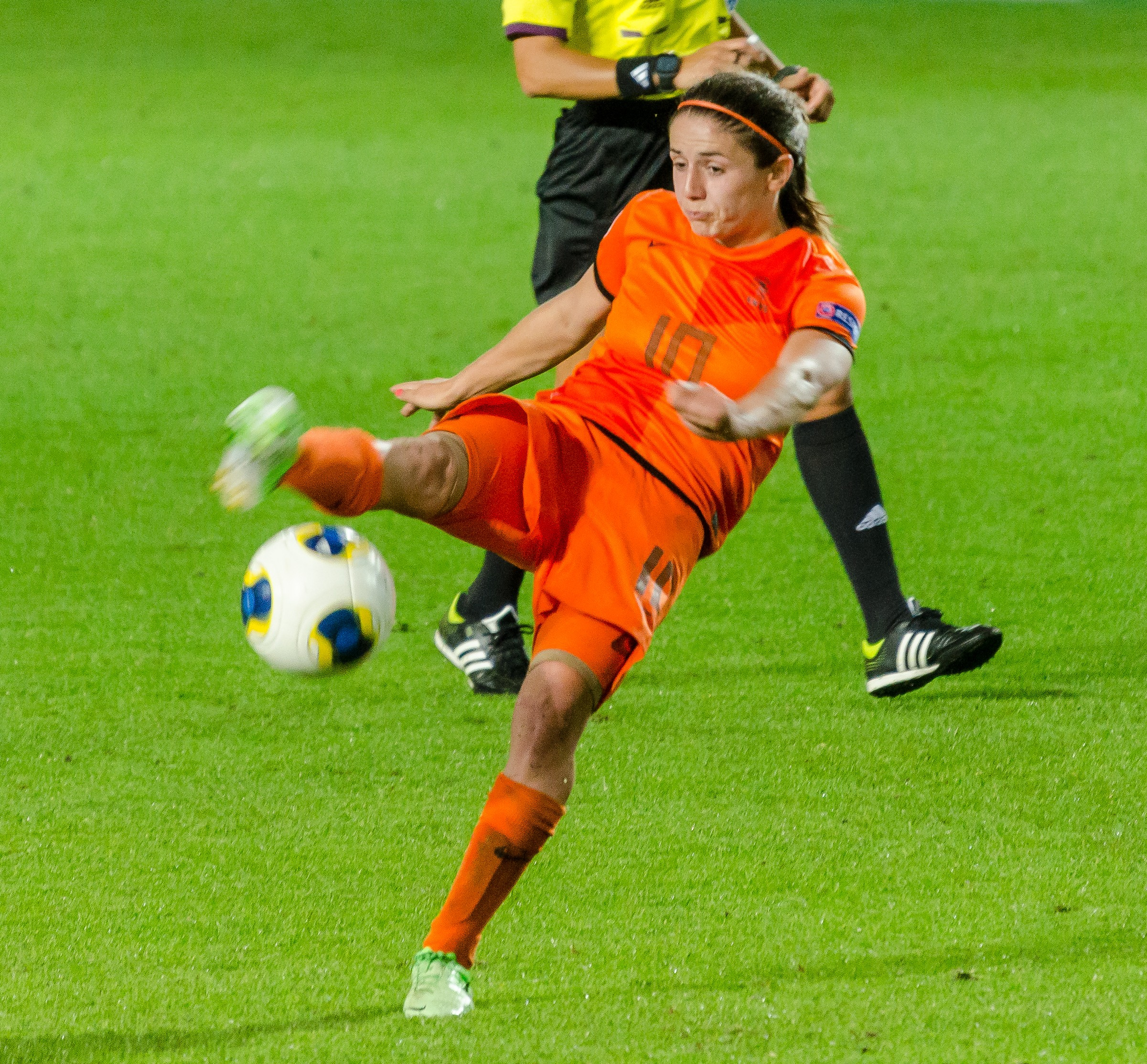
Van de Donk avec les Pays-Bas pour à l'Euro 2013

Van de Donk joue actuellement pour l'équipe nationale des Pays-Bas. Elle fait ses débuts le 15 décembre 2010 au tournoi 2010 de la ville de São Paulo contre le Mexique. Elle marque son premier but officiel en qualifications du Championnat d'Europe 2013 contre la Serbie.
En juin 2013, l'entraîneur de l'équipe nationale, Roger Reijners, a sélectionné Van de Donk pour l'euro 2013 de l'UEFA en Suède. Elle a conservé sa place au sein de l'équipe nationale lors de la Coupe du Monde Féminine de la FIFA 2015 au Canada, toujours sous la direction de Reijners.
Le 14 juin 2017, Van de Donk est sélectionnée dans l'équipe néerlandaise pour l'Euro 2017 qui se déroule à domicile aux Pays-Bas. Elle a ensuite joué un rôle essentiel dans le tournoi. En demi-finale, elle a marqué contre l'Angleterre pour remporter une victoire 3-0 pour les Néerlandaises. Van de Donk a également joué en finale contre le Danemark, où sa présence créatrice a permis aux Pays-Bas de remporter l'Euro 2017. Après le tournoi, toute l'équipe a été honorée par le Premier ministre Mark Rutte et la ministre des Sports Edith Schippers et a été nommée Chevalier de l'ordre d'Orange-Nassau.
Van de Donk a été nommé dans l'équipe néerlandaise de la Coupe du monde 2019 le 10 avril 2019. Les Néerlandaises se hissent jusqu'à la finale du tournoi, battues par les États-Unis en finale sur le score de 2-0.

## Vie privée
Elle a été en couple avec son ancienne coéquipière d'Arsenal Beth Mead, en 2020.
Depuis 2022, elle est en couple avec sa coéquipière de l'Olympique lyonnais Ellie Carpenter,. Le couple annonce ses fiançailles le 1er janvier 2024. Elles se sont mariées en juin 2025.

## Statistiques

### Statistiques en club
| Saison                | Club                        | Championnat           | Championnat | Championnat | Coupe nationale | Coupe nationale | Coupe de la Ligue | Coupe de la Ligue | Supercoupe | Supercoupe | Compétition(s) continentale(s) | Compétition(s) continentale(s) | Compétition(s) continentale(s) | Total | Total |
| Saison                | Club                        | Division              | M.          | B.          | M.              | B.              | M.                | B.                | M.         | B.         | Comp.                          | M.                             | B.                             | M.    | B.    |
| 2008-2009             | Willem II Vrouwen           | Vrouwen Eredivisie    | 18          | 1           | -               | -               | -                 | -                 | -          | -          | -                              | -                              | -                              | 18    | 1     |
| 2009-2010             | Willem II Vrouwen           | Vrouwen Eredivisie    | 7           | 0           | -               | -               | -                 | -                 | -          | -          | -                              | -                              | -                              | 7     | 0     |
| 2010-2011             | Willem II Vrouwen           | Vrouwen Eredivisie    | 21          | 4           | -               | -               | -                 | -                 | -          | -          | -                              | -                              | -                              | 21    | 4     |
| Sous-total            | Sous-total                  | Sous-total            | 47          | 5           | -               | -               | -                 | -                 | -          | -          | -                              | -                              | -                              | 47    | 5     |
| 2011-2012             | VVV-Venlo Vrouwen           | Vrouwen Eredivisie    | 18          | 8           | -               | -               | -                 | -                 | -          | -          | -                              | -                              | -                              | 18    | 8     |
| Sous-total            | Sous-total                  | Sous-total            | 18          | 8           | -               | -               | -                 | -                 | -          | -          | -                              | -                              | -                              | 18    | 8     |
| 2012-2013             | PSV (féminines)             | BeNe Ligue            | 27          | 14          | -               | -               | -                 | -                 | -          | -          | -                              | -                              | -                              | 27    | 14    |
| 2013-2014             | PSV (féminines)             | BeNe Ligue            | 21          | 12          | -               | -               | -                 | -                 | -          | -          | -                              | -                              | -                              | 21    | 12    |
| 2014-2015             | PSV (féminines)             | BeNe Ligue            | 18          | 10          | -               | -               | -                 | -                 | -          | -          | -                              | -                              | -                              | 18    | 10    |
| Sous-total            | Sous-total                  | Sous-total            | 66          | 36          | -               | -               | -                 | -                 | -          | -          | -                              | -                              | -                              | 66    | 36    |
| 2015                  | Kopparbergs/Göteborg FC     | Damallsvenskan        | 13          | 4           | -               | -               | -                 | -                 | -          | -          | -                              | -                              | -                              | 13    | 4     |
| Sous-total            | Sous-total                  | Sous-total            | 13          | 4           | -               | -               | -                 | -                 | -          | -          | -                              | -                              | -                              | 13    | 4     |
| 2016                  | Arsenal Women Football Club | WSL                   | 14+1        | 3           | 2+1             | 3               | 3                 | 0                 | -          | -          | -                              | -                              | -                              | 21    | 6     |
| 2017                  | Arsenal Women Football Club | WSL                   | 7+1         | 2           | 2               | 3               | -                 | -                 | -          | -          | -                              | -                              | -                              | 10    | 5     |
| 2017-2018             | Arsenal Women Football Club | WSL                   | 17+1        | 5           | 4               | 0               | 5                 | 1                 | -          | -          | -                              | -                              | -                              | 27    | 6     |
| 2018-2019             | Arsenal Women Football Club | WSL                   | 19          | 11          | 2               | 0               | 6                 | 2                 | -          | -          | -                              | -                              | -                              | 27    | 13    |
| 2019-2020             | Arsenal Women Football Club | WSL                   | 14+1        | 5           | 3+1             | 1               | 6+1               | 3                 | -          | -          | WCL                            | 5                              | 3                              | 31    | 12    |
| 2020-2021             | Arsenal Women Football Club | WSL                   | 21          | 2           | 2               | 2               | 3                 | 0                 | -          | -          | -                              | -                              | -                              | 26    | 4     |
| Sous-total            | Sous-total                  | Sous-total            | 92+4        | 28          | 15+2            | 9               | 23+1              | 6                 | -          | -          | -                              | 5                              | 3                              | 142   | 46    |
| 2021-2022             | Olympique lyonnais          | Division 1            | 9           | 3           | 0               | 0               | -                 | -                 | -          | -          | WCL                            | 5                              | 1                              | 14    | 4     |
| 2022-2023             | Olympique lyonnais          | Division 1            | 19          | 4           | 4               | 0               | -                 | -                 | 1          | 1          | WCL                            | 8                              | 0                              | 32    | 5     |
| 2023-2024             | Olympique lyonnais          | Division 1            | 18+2        | 2+1         | 4               | 0               | -                 | -                 | 1          | 0          | WCL                            | 10                             | 2                              | 35    | 5     |
| 2024-2025             | Olympique lyonnais          | Division 1            | 17+2        | 5           | 0               | 0               | -                 | -                 | -          | -          | WCL                            | 8                              | 2                              | 27    | 7     |
| Sous-total            | Sous-total                  | Sous-total            | 63+4        | 14+1        | 8               | 0               | -                 | -                 | 2          | 1          | -                              | 31                             | 5                              | 108   | 21    |
| Total sur la carrière | Total sur la carrière       | Total sur la carrière | 299+8       | 95+1        | 23+2            | 9               | 23+1              | 6                 | 2          | 1          | -                              | 36                             | 8                              | 394   | 120   |

### Buts internationaux
Les scores et les résultats énumèrent le décompte des buts des Pays-Bas en premier. 
| Buts  | Date              | Lieu                                            | Adversaire      | Score | Résultat | Compétition                                |
| ----- | ----------------- | ----------------------------------------------- | --------------- | ----- | -------- | ------------------------------------------ |
| 1.    | 22 août 2011      | Stade municipal de Hohhot (en), Hohhot, Chine   | Chine           | 1–0   | 1–1      | Match amical                               |
| (2.)* | 1er juin 2012     | Woezik, Wijchen, Pays-Bas                       | Corée du Nord   | 2–1   | 4–1      | Match amical                               |
| 2.    | 20 juin 2012      | Stade Srem Jakovo, Jakovo, Serbie               | Serbie          | 4–0   | 4–0      | Éliminatoires du Championnat d'Europe 2013 |
| 3.    | 6 mars 2013       | Stade GSZ, Larnaca, Chypre                      | Finlande        | 1–1   | 1–1      | Tournoi de Chypre 2013 (en)                |
| 4.    | 17 septembre 2014 | Stade Nadderud (en), Bekkestua, Norvège         | Norvège         | 2–0   | 2–0      | Éliminatoires de la Coupe du monde 2015    |
| 5.    | 20 mai 2015       | Sparta Stadion Het Kasteel, Rotterdam, Pays-Bas | Estonie         | 2–0   | 7–0      | Match amical                               |
| 6.    | 20 mai 2015       | Sparta Stadion Het Kasteel, Rotterdam, Pays-Bas | Estonie         | 4–0   | 7–0      | Match amical                               |
| 7.    | 17 septembre 2015 | De Vijverberg, Doetinchem, Pays-Bas             | Biélorussie     | 3–0   | 8–0      | Match amical                               |
| 8.    | 23 octobre 2015   | Stade Jean-Bouin, Paris, France                 | France          | 1–0   | 2–1      | Match amical                               |
| 9.    | 25 janvier 2016   | Spice Hotel, Belek, Turquie                     | Danemark        | 2–1   | 2–1      | Match amical                               |
| 10.   | 8 juillet 2016    | Sparta Stadion Het Kasteel, Rotterdam, Pays-Bas | Pays de Galles  | 2–0   | 5–0      | Match amical                               |
| 11.   | 3 août 2017       | De Grolsch Veste, Enschede, Pays-Bas            | Angleterre      | 2–0   | 3–0      | Euro 2017                                  |
| 12.   | 8 juin 2018       | Shamrock Park, Portadown, Irlande du Nord       | Irlande du Nord | 2–0   | 5–0      | Éliminatoires de la Coupe du monde 2019    |
| 13.   | 9 avril 2019      | AFAS Stadion, Alkmaar, Pays-Bas                 | Chili           | 1–0   | 7–0      | Match amical                               |
| 14.   | 9 avril 2019      | AFAS Stadion, Alkmaar, Pays-Bas                 | Chili           | 3–0   | 7–0      | Match amical                               |
| 15.   | 9 avril 2019      | AFAS Stadion, Alkmaar, Pays-Bas                 | Chili           | 4–0   | 7–0      | Match amical                               |
| 16.   | 9 avril 2019      | AFAS Stadion, Alkmaar, Pays-Bas                 | Chili           | 7–0   | 7–0      | Match amical                               |
| 17.   | 3 septembre 2019  | Stade Abe Lenstra, Heerenveen, Pays-Bas         | Turquie         | 2–0   | 3–0      | Éliminatoires du Championnat d'Europe 2022 |
| 18.   | 8 octobre 2019    | Stade Philips, Eindhoven, Pays-Bas              | Russie          | 1–0   | 2–0      | Éliminatoires du Championnat d'Europe 2022 |
| 19.   | 8 novembre 2019   | Stade Bornova (en), İzmir, Turquie              | Turquie         | 4–0   | 8–0      | Éliminatoires du Championnat d'Europe 2022 |
| 20.   | 8 novembre 2019   | Stade Bornova (en), İzmir, Turquie              | Turquie         | 6–0   | 8–0      | Éliminatoires du Championnat d'Europe 2022 |
| 21.   | 8 novembre 2019   | Stade Bornova (en), İzmir, Turquie              | Turquie         | 7–0   | 8–0      | Éliminatoires du Championnat d'Europe 2022 |
| 22.   | 23 octobre 2020   | Euroborg, Groningue, Pays-Bas                   | Estonie         | 1–0   | 7–0      | Éliminatoires du Championnat d'Europe 2022 |
| 23.   | 23 octobre 2020   | Euroborg, Groningue, Pays-Bas                   | Estonie         | 2–0   | 7–0      | Éliminatoires du Championnat d'Europe 2022 |
| 24.   | 27 octobre 2020   | Stade Fadil Vokrri, Pristina, Kosovo            | Kosovo          | 1–0   | 6–0      | Éliminatoires du Championnat d'Europe 2022 |
| 25.   | 18 février 2021   | Stade Roi Baudouin, Bruxelles, Belgique         | Belgique        | 5–1   | 6–1      | Match amical                               |
| 26.   | 24 février 2021   | Stade De Koel (en), Venlo, Pays-Bas             | Allemagne       | 2–1   | 2–1      | Match amical                               |
| 27.   | 13 avril 2021     | Stade de Goffert, Nimègue, Pays-Bas             | Australie       | 5–0   | 5–0      | Match amical                               |

* Note: Match non comptabilisé comme un match amical officiel.

## Palmarès

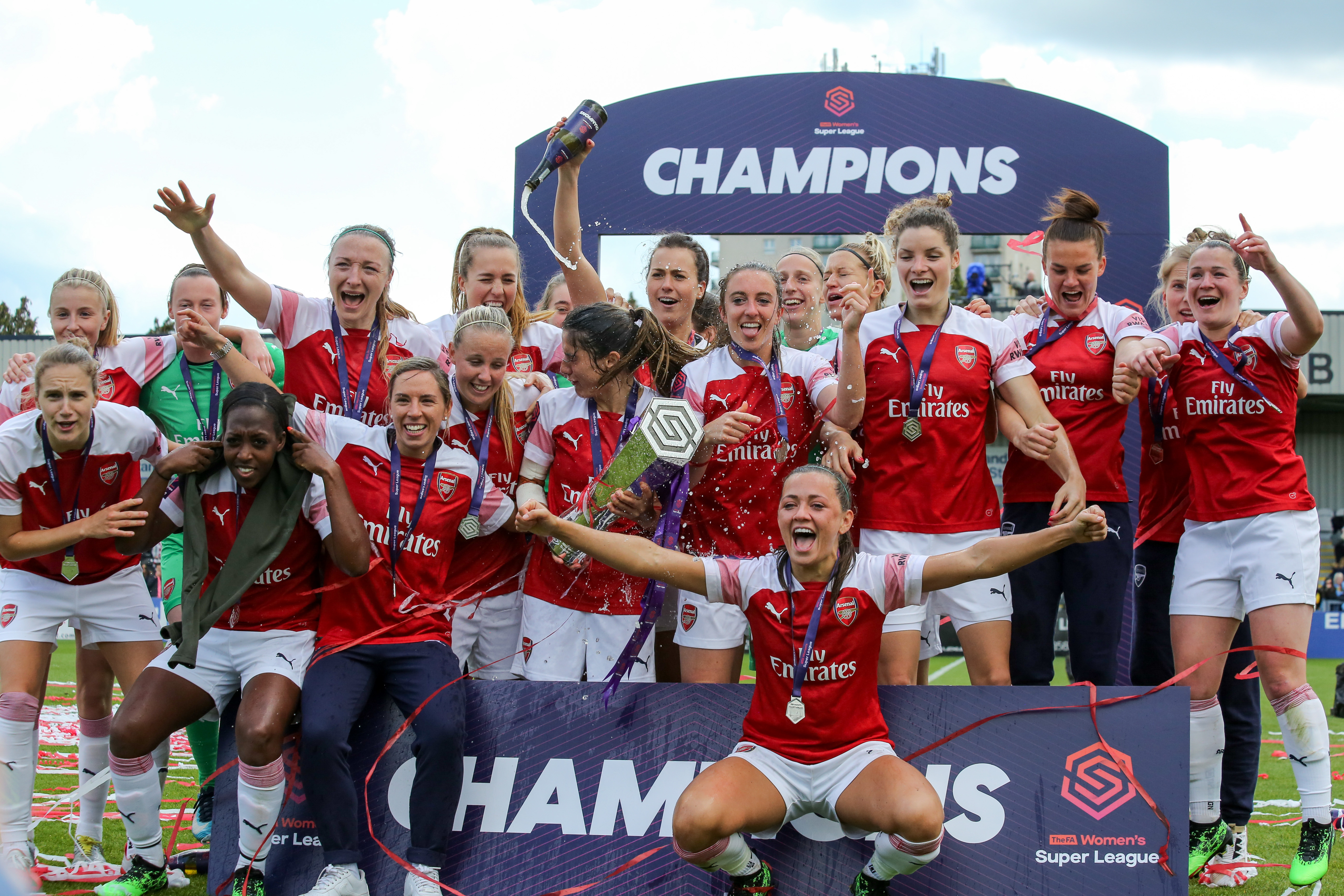
Van de Donk (portant le trophée) célébrant le titre de champion d'Angleterre obtenu en 2019

### En club
Willem II (en)
- Coupe des Pays-Bas
  - Finaliste : 2011-2012 (nl)

 PSV/FC Eindhoven
- Coupe des Pays-Bas
  - Finaliste : 2013-2014 (nl)

 Arsenal
- Championnat d'Angleterre (1) :
  - Vainqueur : 2018-2019
- Coupe d'Angleterre (1) :
  - Vainqueur : 2015-2016 (en)
  - Finaliste : 2017-2018 (en)
- Coupe de la Ligue anglaise (1) :
  - Vainqueur : 2017-2018 (en)
  - Finaliste : 2018-2019 (en), 2019-2020 (en)

 Olympique lyonnais
- Ligue des champions (1) :
  - Vainqueur en 2022
  - Finaliste en 2024
- Championnat de France (4) :
  - Vainqueur en 2022, 2023, 2024 et 2025
- Trophée des championnes (2) :
  - Vainqueur en 2022 et 2023
- Coupe de France (1)
  - Vainqueur en 2023

### En sélection nationale
Équipe des Pays-Bas
- Championnat d'Europe (1) :
  - Vainqueur : 2017
- Coupe du monde
  - Finaliste : 2019

## Distinctions personnelles
- Meilleure passeuse des jeux olympiques d'été de Tokyo en 2021[27]